# Trélissac-Antonne Périgord Football Club
 (janvier 2024).
Si vous disposez d'ouvrages ou d'articles de référence ou si vous connaissez des sites web de qualité traitant du thème abordé ici, merci de compléter l'article en donnant les références utiles à sa vérifiabilité et en les liant à la section « Notes et références ».
Maillots
Actualités
Le Trélissac-Antonne Périgord FC est un club français de football situé à Trélissac, dans la banlieue est de Périgueux, en Dordogne. Le club évolue au stade Firmin-Daudou mais dispose également d'installations sportives sur les communes d'Antonne-et-Trigonant et de Sarliac-sur-l'Isle.

## Histoire
Après avoir été sacré champion de DH Aquitaine en 2007 et terminé premier de son groupe de CFA 2 en 2012, le club retrouve ensuite le Championnat de France amateur de football CFA.
Le club évolue en National 2 pour la saison 2018-2019 après avoir failli être relégué. En effet, sa 14e place aurait dû lui valoir la rétrogradation mais il est maintenu en tant que second meilleur quatorzième du championnat CFA, du fait de la rétrogradation du Limoges Football Club en National 3 pour raisons budgétaires.
En 2020, il fusionne avec le club de football d'Antonne-et-Trigonant, situé à l'est de la commune de Trélissac pour former le Trélissac-Antonne Périgord FC.
En mars 2024, le coprésident du club Fabrice Faure fait connaître que, quel que soit le résultat de la saison en cours, il évoluera la saison suivante en National 3, pour des raisons budgétaires. Au moment de cette annonce, le club est 11e du groupe B sur 14.

## Repères historiques

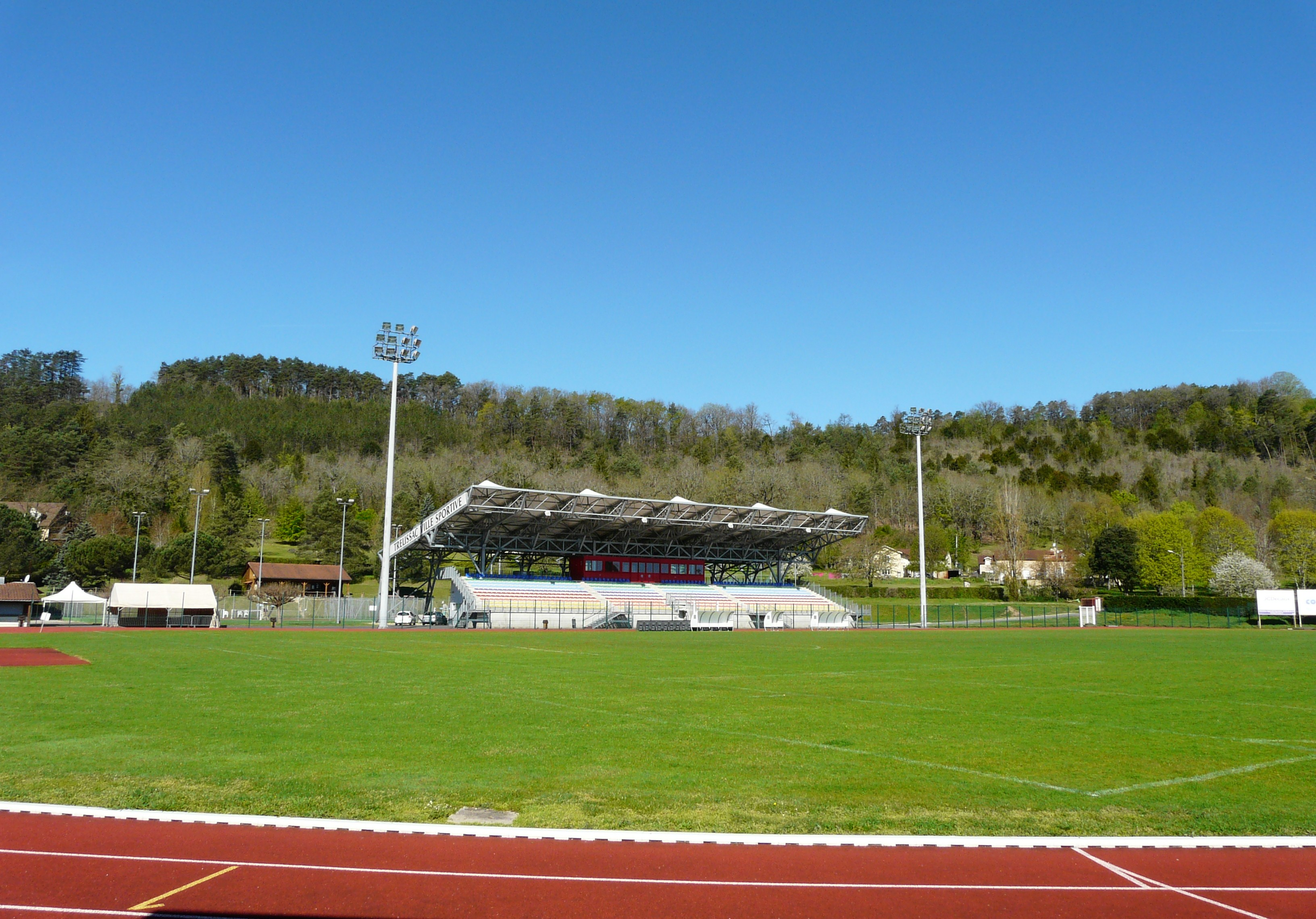
Le stade-Firmin-Daudou à Trélissac.

- 1950 : fondation du Football Club des Maurilloux à Trélissac[2].
- De 1973 à 1975, le FC des Maurilloux participe au Championnat Honneur de la Ligue du Centre-Ouest de football et remporte en 1974 la Coupe du Centre-Ouest[3].
- 1979 : dernière saison du FC des Maurilloux en Championnat Honneur de la Ligue du Centre-Ouest de football.
- 1983 : fusion entre le FC des Maurilloux et le FC Trélissac, deux clubs de la commune de Trélissac[4].
- 1989 : Trélissac est sacré champion de DH Aquitaine et monte en Division 4.
- 1993 : le club descend en National 3 (D5), bien qu'il ait terminé 2e de son groupe de Division 4..
- 1994 : le club termine 2e de son groupe de National 3 et accède en National 2 (D4).
- 1995 : le club termine 5e de son groupe de National 2 et accède en National 1 (D3).
- 1997 : à la suite de la réforme des compétitions, le club tombe en CFA (D4).
- 2002 : Trélissac termine 2e du Groupe C de CFA (D4) et accède au Championnat National (D3).
- 2003 : le club est relégué en CFA (D4), après avoir terminé 17e de National.
- 2005 : à la suite de difficultés financières, le club est rétrogradé administrativement en Division d'Honneur (D6).
- 2007 : Trélissac termine 1er en DH et accède en CFA 2 (D5).
- 2012 : Trélissac est sacré champion de son groupe de CFA 2 (D5) et accède en CFA (D4).
- 2013-2014 : vainqueur régional Danone cup U12.
- 2015-2016-2017-2019 : vainqueur régional Festival Pitch U13.
- 2016 : Champion d'Aquitaine U19 DH.
- 2017 : Champion d'Aquitaine U17 DH.
- 2020 : le TFC fusionne avec le club de football d'Antonne-et-Trigonant, formant le Trélissac Antonne Périgord FC (TAP FC) mais qui garde comme nom d'usage TFC[5].

## Résultats sportifs

### Coupe de France
- Trente-deuxièmes de finale : janvier 1995 contre l'Olympique lyonnais (défaite 0-4)
- Trente-deuxièmes de finale : janvier 1996 contre le GSI Pontivy (défaite 2-0)
- Seizièmes de finale : février 1998 contre le FC Sochaux (défaite 1-2)
- Trente-deuxièmes de finale : décembre 2001 contre l'Amiens SC (défaite 0-1)
- Trente-deuxièmes de finale : janvier 2010 contre l'Olympique de Marseille (défaite 0-2)
- Trente-deuxièmes de finale : janvier 2011 contre l'US Quevilly (défaite 0-1)
- Seizièmes de finale : janvier 2016 contre le LOSC Lille (1-1, victoire 4-2 aux tirs au but)
- Huitièmes de finale : 11 février 2016 contre l'Olympique de Marseille, défaite 0-2[6]
- Trente-deuxièmes de finale : 5 février 2020 contre l'Olympique de Marseille (nul 1-1, défaite aux tirs au but)

### Championnats
- Championnat de France national (D3)
  - Trois saisons : 1995-1996, 1996-1997 et 2002-2003

- Championnat de CFA2 (D5) (1)
  - Champion : 2012

- Championnat de division d'honneur (D6) (2)
  - Champion : 1989, 2007

- Coupe d'Aquitaine (2)[7]
  - Vainqueur : 1985, 1999

### Résultats par saison
| Saison    | Championnat                               | Classement | Classement | Classement | Classement | Pts | J  | G  | N  | P  | Bp | Bc | Diff | Coupe de France |
|           | Hiérarchie                                | III        | IV         | V          | VI         |     |    |    |    |    |    |    |      |                 |
| --------- | ----------------------------------------- | ---------- | ---------- | ---------- | ---------- | --- | -- | -- | -- | -- | -- | -- | ---- | --------------- |
| 1992-1993 | Division 4, groupe G                      |            | 2/14       |            |            | 36  | 26 | 15 | 6  | 5  | 42 | 24 | +18  | ???             |
|           | Réorganisation des championnats nationaux |            |            |            |            |     |    |    |    |    |    |    |      |                 |
| 1993-1994 | National 3, groupe G                      |            |            | 2/14       |            | 34  | 26 | 15 | 4  | 7  | 42 | 26 | +16  | ???             |
| 1994-1995 | National 2, groupe C                      |            | 5/18       |            |            | 37  | 34 | 14 | 9  | 11 | 45 | 35 | +10  | 32e de finale   |
| 1995-1996 | National 1, groupe B                      | 15/18      |            |            |            | 38  | 14 | 6  | 20 | 8  | 37 | 40 | -3   | 32e de finale   |
| 1996-1997 | National 1, groupe B                      | 13/18      |            |            |            | 44  | 34 | 12 | 8  | 14 | 36 | 41 | -5   | ???             |
| ...       |                                           |            |            |            |            |     |    |    |    |    |    |    |      |                 |
| 2002-2003 | National                                  | 17/20      |            |            |            | 43  | 38 | 9  | 16 | 13 | 46 | 57 | -11  | ???             |
| 2003-2004 | CFA, groupe D                             |            | 15/18      |            |            | 71  | 34 | 9  | 10 | 15 | 33 | 48 | -15  | ???             |
| 2004-2005 | CFA, groupe D                             |            | 10/18      |            |            | 83  | 34 | 12 | 13 | 9  | 40 | 35 | +5   | ???             |
| 2005-2006 | DH Aquitaine                              |            |            |            | 2/14       | 76  | 26 | 16 | 2  | 8  | 42 | 20 | +22  | 8e tour         |
| 2006-2007 | DH Aquitaine                              |            |            |            | 1er        | 81  | 26 | 17 | 4  | 5  | 44 | 16 | +28  | ???             |
| 2007-2008 | CFA 2, groupe E                           |            |            | 13e        |            | 74  | 34 | 10 | 10 | 14 | 35 | 38 | -3   | ???             |
| 2008-2009 | CFA 2, groupe F                           |            |            | 4e         |            | 81  | 30 | 15 | 6  | 9  | 38 | 18 | +20  | ???             |
| 2009-2010 | CFA 2, groupe F                           |            |            | 4e         |            | 79  | 30 | 15 | 4  | 11 | 51 | 38 | +13  | 32e de finale   |
| 2010-2011 | CFA 2, groupe F                           |            |            | 4e         |            | 89  | 32 | 16 | 9  | 7  | 44 | 29 | +15  | 32e de finale   |
| 2011-2012 | CFA 2, groupe G                           |            |            | 1er        |            | 94  | 30 | 19 | 7  | 4  | 59 | 22 | +37  | 8e tour         |
| 2012-2013 | CFA, groupe D                             |            | 2e         |            |            | 93  | 34 | 18 | 7  | 9  | 58 | 39 | +19  | ???             |
| 2013-2014 | CFA, groupe D                             |            | 5e         |            |            | 74  | 30 | 12 | 8  | 10 | 29 | 26 | +3   | ???             |
| 2014-2015 | CFA, groupe D                             |            | 5e         |            |            | 79  | 30 | 14 | 7  | 9  | 46 | 34 | +12  | 8e tour         |
| 2015-2016 | CFA, groupe D                             |            | 9e         |            |            | 69  | 30 | 9  | 12 | 9  | 38 | 32 | +6   | 8e de finale    |
| 2016-2017 | CFA, groupe A                             |            | 5e         |            |            | 46  | 30 | 13 | 7  | 10 | 44 | 31 | +13  | 6e tour         |
| 2017-2018 | National 2, groupe D                      |            | 14e        |            |            | 33  | 30 | 8  | 9  | 13 | 26 | 43 | -17  | 6e tour         |
| 2018-2019 | National 2, groupe B                      |            | 13e        |            |            | 37  | 30 | 9  | 10 | 11 | 28 | 31 | -3   | 6e tour         |
| 2019-2020 | National 2, groupe C                      |            |            |            |            |     |    |    |    |    |    |    |      |                 |

| Championnat national | Championnat régional |

| Champion/Vainqueur | Promu | Relégué | Rétrogradé administrativement |

## Couleurs et blason
Au cours de l'histoire du Trélissac FC, les couleurs principales du maillot sont bleu marine, bleu ciel et jaune.
Un nouveau blason est présenté fin 2015, lequel reprend ces trois couleurs principales du maillot.

Ancien blason jusqu'à 2015.
Blason de 2015 à 2020.
Logo actuel.

## Personnalités

### Entraîneurs
Catégorie:Entraîneur du Trélissac FC
- 1991 :  Georges Peyroche
- 1995-1997 :  Živko Slijepčević
- 1996-2000 :  Jean-Luc Sokal
- 2000-2001 :  André Menaut
- 2000-2001 :  Benoît Tihy
- 2008-2011 :  Bruno Steck
- 2011-octobre 2016 :  Živko Slijepčević
- Octobre 2016-janvier 2018 :  Régis Vergne
- Janvier 2018-février 2018 :  Mickaël Tronche (intérim)
- Février 2018-2022 :  Pavlé Vostanic
- Février 2022-juin 2024 :  Hervé Loubat

### Joueurs
Catégorie:Joueur du Trélissac FC